# Charles Rochester Young
Charles Rochester Young (1965) is een Amerikaans componist, muziekpedagoog, dirigent en saxofonist.

## Levensloop
Young studeerde aan de Baylor Universiteit in Waco (Texas), waar hij in 1988 zijn Bachelor of Music behaalde. Vervolgens studeerde hij aan de Universiteit van Michigan in Ann Arbor en behaalde in 1990 zijn Master of Music. In 1993 voltooide hij zijn studies met de promotie tot Doctor of Musical Arts. Zijn leraren waren onder andere Leslie Bassett, Donald Sinta, Keith Hill en Marianne Ploger. Hij werd docent aan het Interlochen Center for the Arts. Vervolgens werd hij professor voor compositie en muziektheorie aan de Universiteit van Wisconsin in Stevens Point. Tegenwoordig is hij aldaar hoofd van de afdeling compositie en muziektheorie.
In 1999 werd hij door de  Carnegie Foundation en de Council for the Advancement and Support of Education tot "Wisconsin Professor of the Year" uitgeroepen.
Als componist won hij verschillende prijzen zoals de 1e prijs van de National Flute Association New Publications Competition en een eerste prijs van de National Band Association/Merrill Jones Composition Competition. Hij was een prijswinnaar in de Vienna Modern Masters Competition. Zijn werken werden op bekende congressen en festivals in de hele wereld uitgevoerd, bijvoorbeeld tijdens de World Harp Congress, de World Saxophone Congress, de Conference van de World Association of Symphonic Band and Ensembles (WASBE), de Midwest Band and Orchestra Clinic, de Music Educators National Convention en tijdens het Montreux Jazz Festival.

## Composities

### Werken voor orkest
- 1997 Fanfare to the Northern Sky, voor orkest
- 1998 Wings of Fire, voor dwarsfluit (solo), harp (solo) en strijkorkest
  1. Ascent from the Ashes
  2. Flights of Fancy

### Werken voor harmonieorkest
- 1997 Tempered Steel, voor harmonieorkest[1]
- 1998 Northern Lights, voor groot koperensemble (3 trompetten, 4 hoorns, 2 trombones, bastrombone, eufonium, tuba) en 3 slagwerk-groepen (I: crotales of klokkenspel; II: vibrafoon, suspended cymbal, groot Tamtam; III: grote triangel, grote trom) (Het werk is identiek met Fanfare to the Northern Sky voor orkest)
- 1999 Legends of the Northern Wind, voor harmonieorkest
- 2000 A Child’s Embrace, voor harmonieorkest
- 2000 Springtime Heralds, voor harmonieorkest
- 2001 Concert, voor contrabas en blazers 
  1. Fantasia
  2. Chaccone
  3. Gigue
- 2003 Concert, voor altsaxofoon en harmonieorkest
- 2003 With Honor and Praise, voor harmonieorkest
- 2003 Of Spirit and Splendor, voor harmonieorkest
- 2003 Songs Without Words, voor harmonieorkest
- 2004 In the Evening Quiet , voor harmonieorkest
- 2005 Ancient Blessings, voor harmonieorkest
  1. Rite
  2. Wedding Dance
- 2005 Noble Deeds, voor harmonieorkest
- 2006 Galop, voor harmonieorkest
- 2007 Where the Waters Gather, voor harmonieorkest[2]
- 2007 Let these words ring true, voor spreker en harmonieorkest
- 2008 Concert, voor dwarsfluit en harmonieorkest[3]
- 2009 Variations, voor piano en harmonieorkest

### Kamermuziek
- 1986 Diversions, voor sopraansaxofoon en piano
- 1987 Two Movements, voor koperkwintet
- 1987 Sonata, voor sopraansaxofoon en piano
- 1988 Saxophone Quartet
  1. Fantasia
  2. Ritual
  3. Incantations
- 1989 The Song of the Lark, voor dwarsfluit en harp
- 1989 rev.1992 Excursions, voor altsaxofoon en marimba
- 1989 October in the Rain, voor wind controller en gemengd kamerensemble (synthesizer, hoorn akoestiek piano, slagwerk (suspended cymbal, wind chimes))
- 1992 Shish-K-Bop, voor saxofoonkwartet
- 1993 The Warmth of You, voor saxofoonkwartet
- 1993 Double Vision, voor sopraansaxofoon en piano
- 1993 Wedding Fugue, voor saxofoonkwartet
- 1994 Sahib Supreme, voor saxofoonkwartet
- 1995 Lullaby for a Mourning Child, voor klarinet (of sopraansaxofoon) en slagwerk
- 1997 Cross Currents, voor hobo, sopraansaxofoon en marimba
- 1997 Backtalk! A comedy, voor spreker en geprepareerd blaasinstrument
- 2000 Three Summer Evenings, voor blazerskwintet
- 2002 Variations on an Original Theme, voor viool, klarinet en piano
- 2002 Nocturne, voor dwarsfluit en vibrafoon
- 2003 Remembrance, voor contrabas en piano
- 2005 Callings, voor hoornkwartet

### Werken voor marimba
- 1999 Festivities, voor twee marimba